# Коли, Джордж Помрой
Сэр Джордж Помрой Коли (1 ноября 1835 — 27 февраля 1881) — генерал-майор британской армии, губернатор и главнокомандующий Наталя, высокий комиссар в Южной Африке.

## Биография
Третий, самый младший сын достопочтенного Джорджа Франсиса Помроя (до 1830 года Коли) из Ферни, под Дублином и его жены Франсез, третьей дочери Томаса Тренча декана Килдэра, внук Джона Помроя, 4-го виконта Харбертона.
Окончил Королевский военный колледж в Сандхерсте, стал первым по заслугам и поведению после экзаменов в мае 1852 года. В 16 лет получил назначение энсином (без приобретения офицерского патента) во втором королевском стрелковом полку. После двух лет службы в учебной части полка был произведён в лейтенанты (без приобретения офицерского патента) и поступил на службу в штаб полка, который находился на восточной границе Капской колонии.
В 1857—1858 годах получил под командование пограничную магистратуру в Капской колонии и проявил бурную энергию. Однажды он получил предупреждение от губернатора сэра Джорджа Грея о бунте, который уже успел подавить. Коли участвовал в опасной миссии по исследованию области Транс-кей в неспокойной Кафарии.
Получив королевский приказ отправляться в Китай, Коли присоединился к своему полку и участвовал в захвате фортов Дагу, боях 12—14 августа и 18—21 сентября 1860 года и наступлении на Пекин.
Полк, где служил Коли отправился домой. Он ненадолго вернулся в Капскую колонию, чтобы закончить там свою работу. Затем он поступил в штабной колледж в Сандхерсте, и в тот же год окончил курс первым в списке. Он окончил курс с большим отличием всего за десять месяцев вместо обычных двух лет.
Коли также был искусным художником, рисовал акварелью. Большую часть отпусков он проводил, делая наброски в Дартмуре, Нормандии, Испании и прочих местах. У него были большие познания в литературе. У Коли была привычка вставать рано, обычно он проводил два часа перед завтраком за учёбой. Таким образом он выучил русский язык, учил химию, политическую экономию и другие науки, не имевшие прямого отношения к его профессии.
6 марта 1863 в знак признания его службы он был временно произведён в майоры. Отслужив несколько лет в звании майора в бригаде в Плимуте, штабе западного района, он занял пост преподавателя по военной администрации и права в штабном колледже. Там он написал статью «Армия» объёмом свыше 60 страниц для девятого издания Британской энциклопедии. Над этой статьёй он работал с июня по ноябрь 1873 года. Большую часть рукописи Коли (повышенный в звании до подполковника) отправил за несколько дней перед отбытием на Золотой берег в составе экспедиции Ашанти под руководством сэра Гарнета Уолсли. Экспедиция столкнулась с проблемой транспорта, прибытие в назначенный срок вызывало серьёзные опасения. Управленческий талант и энергия Коли обеспечили успех экспедиции. Коли вошёл в группу офицеров-приближённых Уолсли «Африканское кольцо».
В начале 1875 года Коли, произведённый в полковники за свою службу в Ашанти, отправился с сэром Уолсли в Наталь, где временно исполнял обязанности колониального казначея. В этой должности он сыграл ключевую роль в реформировании администрации колонии. Также он предпринял поездку в Трансвааль и оттуда (через Свазиленд) в португальское поселение в бухте Делагоа после чего сделал ценный доклад и составил карту, вошедшую в каталог карт Британского музея (67075).
Когда лорд Литтон в начале 1876 года занял пост вице-короля Индии он предложил Коли место секретаря по военным вопросам. Впоследствии он занял более высокий пост личного секретаря вице-короля. В этой роли он оказал большое влияние на события, приведшие к оккупации Кабула и заключению Гандамакского договора.
Коли оставался личным секретарём вице-короля, пока сэр Гарнет Уолсли, получивший приказ отправляться из Кипра в Наталь после катастрофы в Зулуленде, попросил Коли присоединиться к нему, на что лорд Литтон дал согласие. Коли служил главой штаба у Уолсли в Зулуленде и Трансваале, пока не был отозван в Индию после убийства сэра Луиса Каваньяри в Кабуле и начала второй афганской войны, где он снова занял пост личного секретаря вице-короля.
Коли, уже получивший ордена Бани и св. Михаила и Георгия удостоился ордена Звезды Индии в знак признания своей службы в Индии.

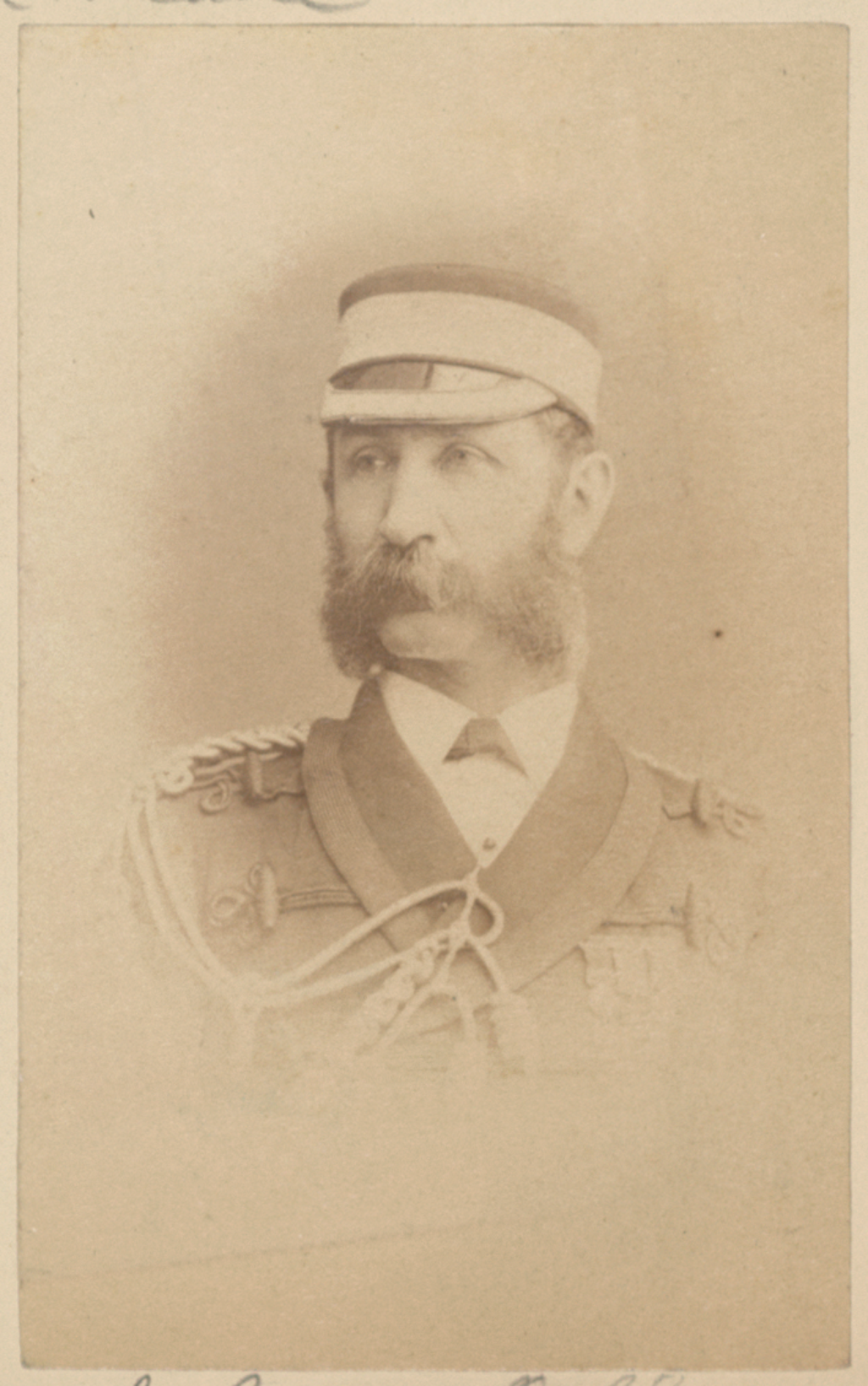
Сэр Джордж Коли в ходе второй англо-афганской войны

Почти всю военную и административную карьеру Коли провёл в британской Южной Африке, но также ему удалось сыграть значительную роль во второй англо-афганской войне. Он был военным секретарём затем личным секретарём генерал-губернатора Индии лорда Литтона. Война началась в ноябре 1878 года и закончилась в мае 1879 года Гандамакским договором. После войны Коли вернулся в южную Африку, где в 1880 году занял пост высокого комиссара в юго-восточной Африке. Годом спустя он погиб в битве за Маджуба-хилл в ходе Первой англо-бурской войны.
Гладстон, новый премьер министр был убеждён, что политика, проводимая Биконсфильдом, приводит к отчуждению буров. Чтобы смягчить последствия британской аннексии он решил децентрализовать форму местного управления для трансваальских буров. Ими будет управлять генерал-губернатор Капской колонии сэр Бартл Фрер и новый губернатор Наталя генерал-майор сэр Джордж Коли. 24 апреля 1880 года Коли получил командование над Наталем в звании генерал-майора, заменив сэра Гарнета Уолсли на посту губернатора и высокого комиссара в юго-восточной Африке. К концу 1880 года Коли обнаружил, что дела в Трансваале, аннексированном в 1877 году, находятся в критическом состоянии.
16 декабря 1880 года в «день Дингана» в г. Гейдельсберг, Трансвааль была провозглашена бурская республика. Коли телеграфировал в Лондон, что восстание буров маловероятно. Либеральное правительство было в смятении: в то время как левые депутаты призывали кабинет и колониальную администрацию вывести войска из Трансвааля и «положить конец войне», в речи королевы указывалось, что Её Величество требует восстановления имперской власти. В течение нового года Колли был вынужден принять немедленные меры по оказанию помощи небольшим гарнизонам британских войск, разбросанным по всей территории страны, уже оказавшимся в осаде . В его распоряжении оказались всего лишь 1500 человек. С этими небольшими силами он двинулся на северную границу Наталя и в течение января вступил в несколько боёв с бурами. Основными боями стали сражения у Лаингс-нек и высот Ингого, ставшие неудачными для британцев.

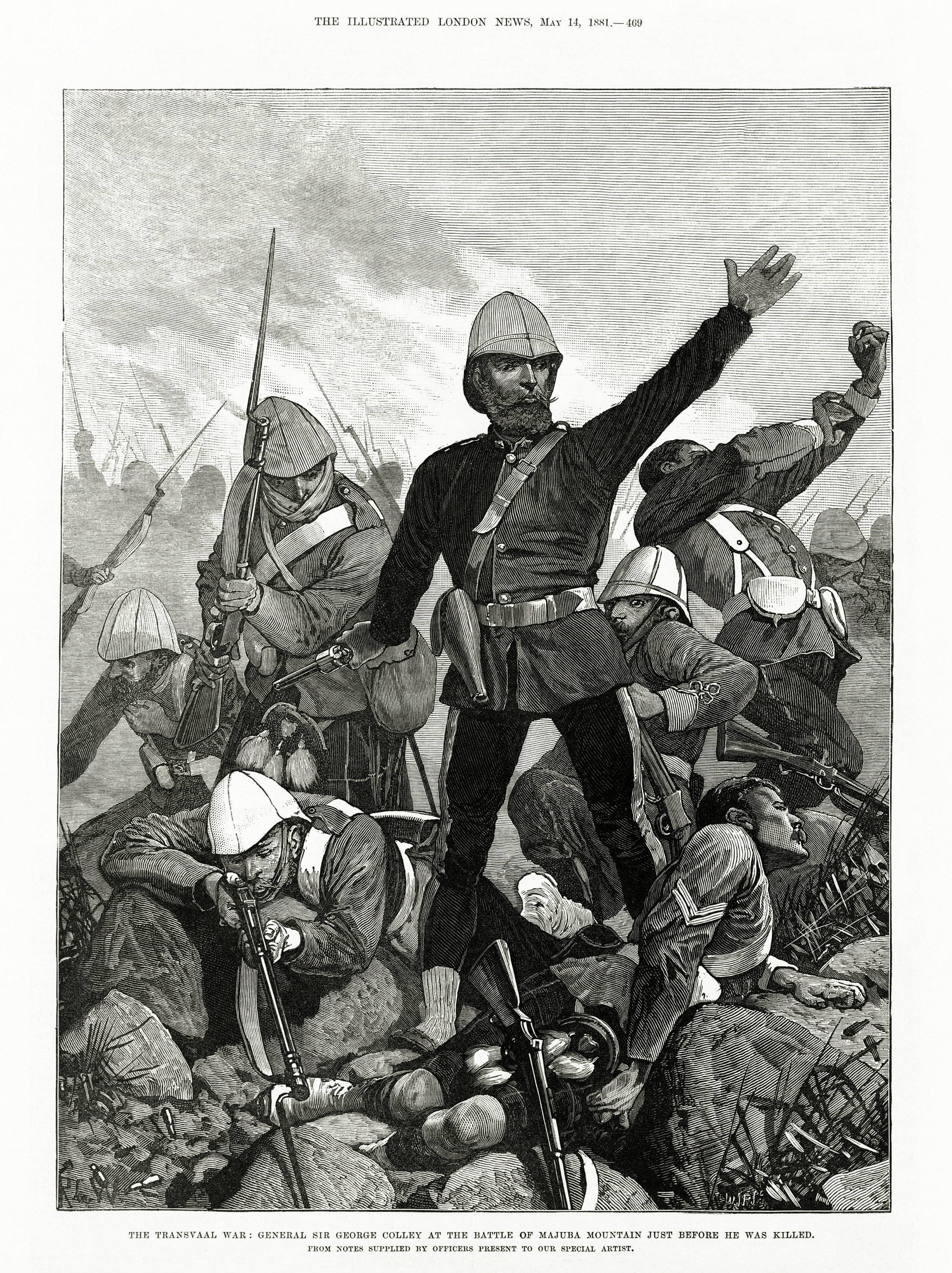
Сэр Джордж Коли в бою за высоту Маджуба

17 февраля 1881 года сэр Ивлин Вуд, ставший вторым по командованию, прибыл в Ньюкастл с дополнительными войсками, после чего вернулся в Питермарицбург. 26 февраля Коли с частью своих войск после ночного марша и тяжёлого восьмичасового восхождения занял высоту Маджуба, господствовавшую над местностью, где буры разбили лагерь. На следующее утро после сравнительно безвредного обстрела буры неожиданно решительно атаковали высоту. В ходе боя Коли  был убит выстрелом бурского стрелка, попавшего ему в лоб. В тот же день в Лондон пришло сообщение по кабелю о гибели Коли. Премьер-министр слёг, получив горестные известия. Он вспоминал «о руке правосудия божьего» как наказание за свою политику, проводимую в Африке.
Тело Коли было погребено на кладбище Маунт-проспект в Натале. Его гибель убедила британское правительство действовать, чтобы восстановить свою власть. Королева настаивала на проведении конвенции, чтобы избежать «раздора» в южной Африке. В августе в Претории начались переговоры, представителем британской короны был назначен британский резидент. Сам он описывал переговоры как «иллюзионистский трюк». Фольксраад (парламент буров) должен был ратифицировать соглашение, после чего бурская республика смогла бы принять свою собственную свободу, укрепляющую их собственный народ, государственность и идентичность. «Правительство», сказал Гладстон, стремилось «сигнализировать о себе, передвигаясь по простым и ясным путям права и справедливости и никогда не желая создавать империю, посягающую на счастье подданных». Лорд Солсбери выступал против соглашения, требуя немедленного восстановления сюзеренитета империи. Поражение и гибель Коли высветили напряжение и трения между империей и подданными, местным правительством и парламентом империи.
Коли женился в 1878 году на Эдит, дочери генерал-майора Х. Мида Хэмилтона.